# Look Up (альбом Ринго Старра)
| Оценки критиков      | Оценки критиков |
| Источник             | Оценка          |
| -------------------- | --------------- |
| AllMusic             | [ 2 ]           |
| Clash                | 8/10            |
| Classic Rock         | [ 4 ]           |
| Far Out Magazine     | [ 5 ]           |
| Paste                | 7/10            |
| Pitchfork            | 6.3/10          |
| Record Collector     | [ 8 ]           |
| Rolling Stone        | [ 9 ]           |
| Spill Magazine       | [ 10 ]          |
| Spectrum Culture     | 70%             |
| Sputnikmusic         | 2.8/5           |
| The Line of Best Fit | 6/10            |
| The Telegraph        | [ 14 ]          |

Look Up (с англ. — «Посмотри вверх») — двадцать первый студийный альбом Ринго Старра, выпущенный 10 января 2025 года на лейбле Universal Music Enterprises. Это его первый студийный альбом за более чем пять лет с момента выхода What’s My Name (2019). Альбом написан в стиле кантри и включает в себя выступления Билли Стрингса, Молли Таттл, Lucius и Larkin Poe, а также авторские и продюсерские работы Ти-Боуна Бернетта.

## Отзывы
Бен Кардью из Pitchfork отрецензировал альбом и поставил ему оценку 6,3. Он описал его как современное производство, солидную «ударную установку» и «полный удивительно чувствительных штрихов». Эмма Харрисон из Clash написала, что альбом «кажется современным и энергичным с продуманными текстами, которые демонстрируют его тёплый вокал» и «отличается от всего, что он делал раньше», поставив ему оценку 8/10. Дэйл Мэйплторп из Far Out Magazine назвал Look Up «технически добротным, но в центре внимания не оказалось тех ключевых аспектов, которые помогают нам склоняться к кантри-музыке», поставив ему три звезды из пяти. Роб Шеффилд из Rolling Stone назвал альбом «звуком Ринго, который является самим собой, наименее измученной рок-звездой во вселенной, а это именно то, чего мы хотим от этого старого мудреца», поставив ему 3,5 из 5.

## Список композиций
Слова и музыка всех песен — Ти-Боун Бернетта, кроме указанных.
| №                   | Название                                                | Автор(ы)                       | Длительность |
| ------------------- | ------------------------------------------------------- | ------------------------------ | ------------ |
| 1.                  | «Breathless» (при участии Billy Strings)                |                                | 3:02         |
| 2.                  | «Look Up» (при участии Molly Tuttle)                    | Burnett Daniel Tashian         | 3:10         |
| 3.                  | «Time on My Hands»                                      | Burnett Tashian Paul Kennerley | 3:59         |
| 4.                  | «Never Let Me Go» (при участии Billy Strings)           |                                | 3:55         |
| 5.                  | «I Live for Your Love» (при участии Molly Tuttle)       | Burnett Bill Swan              | 2:59         |
| 6.                  | «Come Back» (при участии Lucius)                        |                                | 2:49         |
| 7.                  | «Can You Hear Me Call» (при участии Molly Tuttle)       |                                | 2:54         |
| 8.                  | «Rosetta» (при участии Billy Strings и Larkin Poe)      |                                | 3:46         |
| 9.                  | «You Want Some»                                         | Swan                           | 3:03         |
| 10.                 | «String Theory» (при участии Molly Tuttle и Larkin Poe) | Burnett Tashian                | 3:37         |
| 11.                 | «Thankful» (при участии Элисон Краусс)                  | Bruce Sugar Richard Starkey    | 3:38         |
| Общая длительность: | Общая длительность:                                     | Общая длительность:            | 36:57        |

## Участники записи
- Ринго Старр — ударные, вокал, перкуссия (1), свист (6)
- Ти-Боун Бернетт — электрогитара (1, 2, 4, 7-11), акустическая гитара (1, 4, 6, 8), 6-струнный бас (2, 3)
- Деннис Крауч — бас
- Дэниел Ташиан — акустическая гитара (1-3, 10), электрогитара (2-4, 9, 11), деревянный блок (2), 6-струнный бас (3), фортепиано (3), 12-струнная лид-гитара (10), гармонический вокал (11)
- Билли Стрингс — гармонический вокал (1, 4, 8), ведущая акустическая гитара (1), гитары (4), электрогитара (8)
- Пол Франклин — педальная слайд-гитара (2, 3, 5, 9-11)
- Молли Таттл — гармонический вокал (2, 5, 10), дуэтный вокал (7), акустическая гитара (5, 7), мандолина (5), 12-струнная гитара (10)
- Энди Ката — фортепиано (3)
- Дэвид Мэнсфилд — струнная аранжировка (3)
- Микки Рафаэль — губная гармошка (4)
- Майк Рохас — фортепиано (5)
- Колин Линдел — резонаторная гитара (6)
- Стюарт Дункан — скрипка, мандолина (6)
- Рори Хоффман — акустическая гитара (6), кларнет (9)
- Lucius[англ.] (Jess Wolfe & Holly Laessig) — фоновый вокал (6)
- Джо Уолш — слайд-гитара (8)
- Ребекка Ловелл — мандолина (8), фоновый вокал (8, 10)
- Меган Ловелл — фоновый вокал (8, 10)
- Грег Лейсц — акустическая гитара (11)
- Элисон Краусс — гармонический вокал (11)

## Чарты
| Чарт (2025)                                    | Высшая позиция |
| ---------------------------------------------- | -------------- |
| Австрия (Ö3 Austria)                           | 14             |
| Бельгия/Фландрия (Ultratop)                    | 63             |
| Германия (Offizielle Top 100)                  | 14             |
| Япония (Oricon)                                | 35             |
| Шотландия (Scottish Albums Chart)              | 5              |
| Испания (PROMUSICAE)                           | 54             |
| Швейцария (Schweizer Hitparade)                | 7              |
| Великобритания (UK Albums Chart)               | 79             |
| 1                                              |                |
| Великобритания (UK Country Albums Chart)       | 1              |
| США (Billboard 200)                            | 147            |
| США (Billboard Folk Albums)                    | 12             |
| США (Billboard Top Country Albums)             | 27             |
| США (Top Rock & Alternative Albums, Billboard) | 30             |